# Церква святого Дмитрія (Оброшине)
Церква святого Дмитрія — культова споруда, розташована в селі Оброшиному Львівського району Львівської області.

## Історія
Архівних документів про найдавніші часи існування церкви в Оброшині не збереглося, адже українські села та церкви горіли не один раз. Ті ж історичні відомості, які таки дійшли до наших часів, фіксують життя церкви святого Дмитрія в селі Оброшин з 1740 року. Саме цим роком в акті візитації місцевої парафії зазначено, що в селі була стара дерев'яна церква святого Дмитрія, покрита гонтом. Дати зведення церкви в цьому документі не подано.

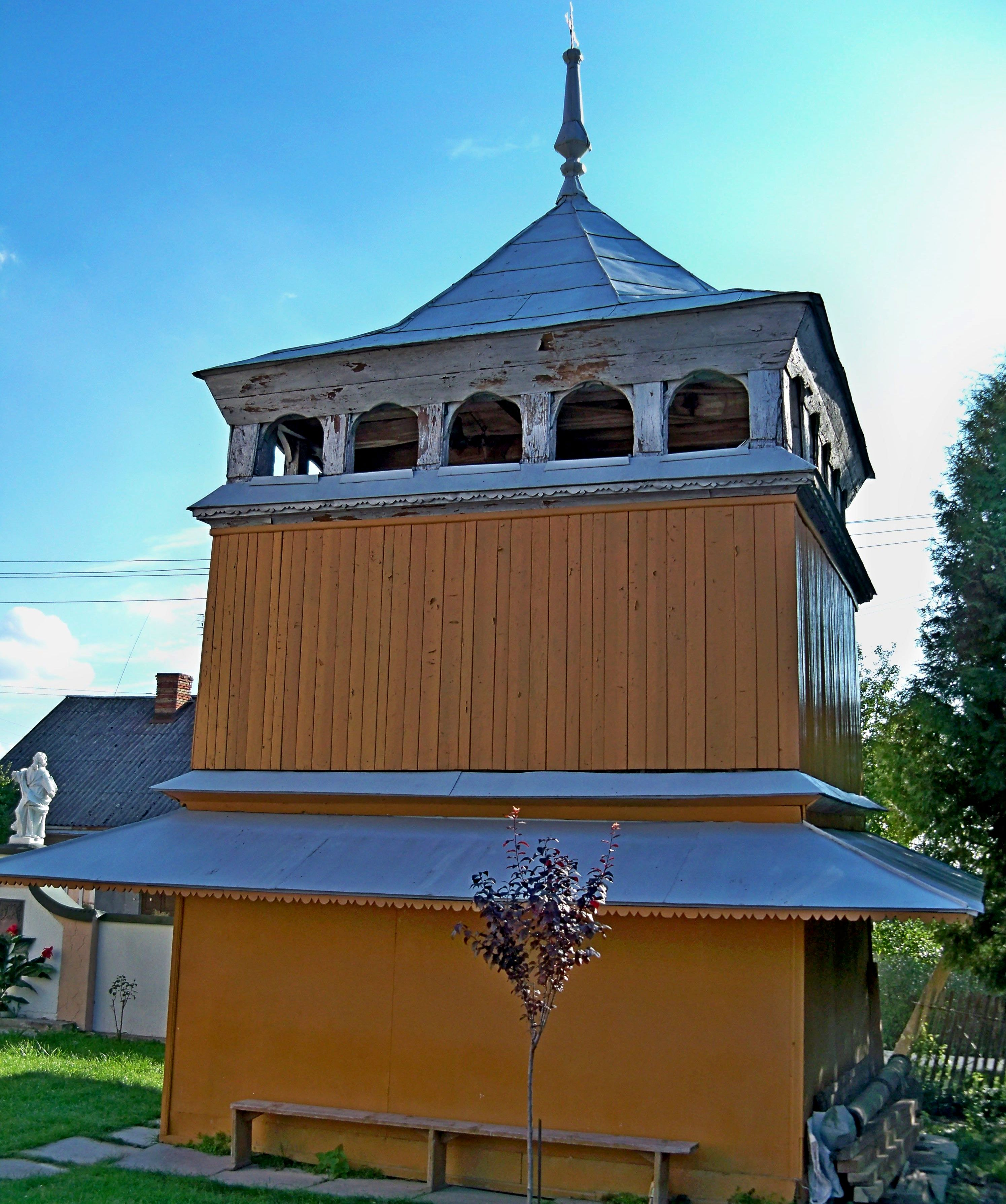
Дзвіниця церкви св. Дмитрія

У дослідженні Василя Карповича «Інвентар дерев'яних церков Галичини» згадується, що церква святого Дмитрія збудована в Оброшині у 1752 році, але не вказано, про яку споруду йдеться. Натомість у церковному інвентарі 1845 року зазначено, що церква в селі Оброшин збудована 1765 року. Тим не менше, на початок XX століття церква набула досить занедбаного стану, і парафіяни та їхній парох у листопаді 1907 року надумали будувати нову.
Однак справа будівництва наштовхнулася на запеклий опір римо-католицького архієпископа, якого підтримала польська громада села. Протистояння тривало до 1912 року, коли справу було остаточно вирішено на користь української громади. Проєкт нової споруди запропонували архітектори будівельної майстерні Івана Левинського — Олександр Лушпинський та Тадей Обмінський.
Перший з них — представник українського модерну, що застосовував стилізовані прийоми народної дерев'яної архітектури і вирізнявся тенденцією створювати український національний стиль у забудові.
Другий — знаний архітектор і педагог, один із ректорів Політехнічної школи. У проєкті нової церкви його творці запропонували нетрадиційний для галицьких церков підхід — якщо поглянути на їхнє творіння, то складається враження, що типова однобанна хрещата споруда пройшла крізь «призму» прямокутних форм. Суцільні прямі лінії невимушено і дуже делікатно доповнює округла сходова клітка, що веде на хори, та велике півкругле вікно над входом. Церква була закінчена у 1914 році і споряджена за тиждень до початку першої світової війни.
12 жовтня 2014 року з нагоди столітнього ювілею храму здійснив пастирський візит до парафії Високопреосвященний владика Ігор (Возьняк) Архієпископ і Митрополит Львівський. Після святкової літургії архієпископ освятив нову дзвіницю.